# Elfsen
Elfsen ist ein Ortsteil von Bad Sassendorf im nordrhein-westfälischen Kreis Soest.

## Geographie
Das Haufendorf liegt im Südwesten des Gemeindegebietes von Bad Sassendorf, etwa zwei Kilometer südöstlich des Zentrums der Kreisstadt Soest. Der „Elfser Markt“ stellt den Mittelpunkt des Dorfes dar, eine größere Freifläche in der Ortsmitte. Östlich der den Ort durchquerenden Kreisstraße 5 liegt der alte Ortskern mit großen, aus breiten Gebäuden bestehenden Hofanlagen sowie kleineren Hofstellen. Der Südwesten von Elfsen wird dagegen von einem Neubaugebiet dominiert.
Die nächste Autobahn-Anschlussstelle ist Soest-Ost an der Bundesautobahn 44 und liegt nur etwa 500 m nördlich von Elfsen.

## Geschichte
Eine erste urkundliche Erwähnung als „Eweldenchusen“ stammt aus dem Jahr 1179. Weitere urkundliche Belege weisen den Ort als „Elfendehusen“ (1186) und „Elphenhusen“ (1496) aus. Nach neueren Deutungen handelt es sich um einen für die Region typischen „inghausen“-Namen, dessen Bestimmungswort der Personenname Alvold ist. Die Bedeutung des Ortsnamens wäre dann in etwa: ‚bei den Häusern der Leute des Alvold‘ – eine Bildung analog zum ursprünglichen Namen des heutigen Soester Ortsteils Paradiese.
Die Bebauung gruppiert sich um eine kreisrunde, wallartige Erhöhung mit etwa 15 Metern Durchmesser. Dort stand bis zu ihrem Abriss um 1800 eine Dorfkapelle auf dem Schulzenhof zu Elfsen. Dieser kurkölnische Hof war einer der ältesten Oberhöfe im Soester Bereich. Die Einwohnerzahl des Ortes hat sich von 1936, als noch 148 Einwohner gezählt worden waren, bis 1987 mit 177 Einwohnern nur leicht verändert. Vor der Gebietsreform, die 1969 in Kraft trat, war Elfsen seit 1818 eine eigenständige Gemeinde im Kreis Soest.
Elfsen lag mit einem Bahnhof an der WLE-Strecke der Möhnetalbahn. 
Auf den peripheren Bereichen des Ortes sind in den vergangenen Jahren mehrere Obstwiesen und Weiden in Äcker oder Bauland umgewandelt worden.
Am 1. Juli 1969 wurde Elfsen nach Bad Sassendorf eingemeindet.

## Sehenswürdigkeiten
Die Straßen im Ortskern werden von Bruchsteinmauern gesäumt, die von verschiedenen Pflanzen bewachsen sind. Im Süden von Elfsen befindet sich ein kleiner Dorfteich mit Ufergrün, umstanden von Kopfweiden, Eichen und Eschen. Der Hof Lange an der Dorfstraße stammt aus dem 18. Jahrhundert und umfasst heute zum Teil denkmalgeschützte Gebäude.